# Walentina Dimitrowa (Biathletin)
Walentina Dimitrowa (bulgarisch Валентина Димитрова; * 3. August 2003 in Dupniza, Oblast Kjustendil) ist eine bulgarische Biathletin. Sie startet seit 2022 im Weltcup.

## Sportliche Laufbahn
Walentina Dimitrowa sammelte im Alter von 15 Jahren bei den Jugendweltmeisterschaften 2019 erste internationale Erfahrungen und erreichte als bestes Individualergebnis Rang 34 im Sprint. Im Jahr darauf lief sie im IBU-Junior-Cup und nahm an den Olympischen Jugendspielen in Lausanne teil, wo es Resultate zwischen Platz 11 und 17 zu feiern gab. Zu Beginn des Winters 2020/21 gab die Bulgarin ihren Einstand im IBU-Cup und erzielte mit Rang 30 am Arber auch erste Ranglistenpunkte. Bei den Jugendweltmeisterschaften 2021 ging es in den Einzelrennen unter die besten 15 sowie mit Lora Christowa und Stefani Jolowa auf Platz 7 im Staffelbewerb. Zuvor wurde sie noch kurzfristig zu den Weltmeisterschaften der Senioren berufen, wo sie die Damenstaffel komplettierte. Mitte Januar 2022 feierte Christowa ihr Weltcupdebüt, wurde aber nach Rang 106 im Sprint von Ruhpolding wieder aus dem Team genommen. Erfolgreich verlief die Jugend-WM 2022, in derselben Aufstellung wie im Vorjahr gewann Dimitrowa mit der Staffel die Bronzemedaille. Bei den Juniorenwettkämpfen im Rahmen der Sommerbiathlonweltmeisterschaften im selben Jahr verpasste sie in Sprint, Supersprint und Verfolgung Medaillen nur knapp. Im Winter 2022/23 war die Bulgarin zu großen Teilen im Weltcup unterwegs, ihr bestes Saisonresultat erzielte sie im Einzel von Ruhpolding, als sie mit zwei Schießfehlern den 58. Rang belegte. Ihre zweiten Weltmeisterschaften bestritt sie 2023 und wurde 67. des Sprints, bei den Juniorenweltmeisterschaften resultierte als bestes Ergebnis Rang 10 im Sprint und mit der Damenstaffel. Im August des Jahres gewann sie zudem die Bronzemedaille im Juniorensprint der Sommerbiathlon-WM.
Zu Beginn der Saison 2023/24 gelang es Dimitrowa in Östersund, erstmals Weltcuppunkte zu sammeln. Trotz eines Schießfehlers belegte sie im Sprint recht überraschend Rang 29, im Verfolger konnte sie sich noch um drei weitere Ränge verbessern. Auch in Hochfilzen lief die Bulgarin mit Rang 24 und 31 deutlich in die Punkteränge. Nach dem Jahreswechsel blieben ähnliche Ergebnisse aus, bei den Weltmeisterschaften erreichte sie im Einzel allerdings Rang 34. Mit der Mixedstaffel belegte Dimitrowa in Antholz an der Seite von Lora Christowa, Wladimir Iliew und Blagoj Todew Rang zehn, im Rahmen der Junioren-WM ergatterte sie im Sprintrennen hinter Sara Andersson und Julia Tannheimer die Bronzemedaille. Erfolgreich schloss sie auch die Sommerbiathlon-Junioren-WM ab, in deren Rahmen sie zwei Goldmedaillen gewann. Im Winter 2024/25 schnitt die Bulgarin auf Weltcupebene weniger erfolgreich ab, neben Top-40-Platzierungen in zwei Verfolgungsrennen erreichte sie mit der Frauenstaffel in Nové Město den ersten Top-10-Rang seit gut sechs Jahren. Bei ihren letzten Junioreneuropameisterschaften konnte Dimitrowa schließlich die Goldmedaille im Einzel ergattern.

## Statistiken

### Weltcupplatzierungen
Die Tabelle zeigt alle Platzierungen (je nach Austragungsjahr einschließlich Olympische Spiele und Weltmeisterschaften).
- 1.–3. Platz: Anzahl der Podiumsplatzierungen
- Top 10: Anzahl der Platzierungen unter den ersten zehn (einschließlich Podium)
- Punkteränge: Anzahl der Platzierungen innerhalb der Punkteränge (einschließlich Podium und Top 10)
- Starts: Anzahl gelaufener Rennen in der jeweiligen Disziplin
- Staffel: inklusive Mixed- und Single-Mixed-Staffeln

| Platzierung               | Einzel | Sprint | Verfolgung | Massenstart | Staffel | Gesamt |
| ------------------------- | ------ | ------ | ---------- | ----------- | ------- | ------ |
| 1. Platz                  |        |        |            |             |         |        |
| 2. Platz                  |        |        |            |             |         |        |
| 3. Platz                  |        |        |            |             |         |        |
| Top 10                    |        |        |            |             | 2       | 2      |
| Punkteränge               |        | 2      | 4          |             | 17      | 23     |
| Starts                    | 7      | 17     | 5          |             | 18      | 47     |
| Stand: Saisonende 2024/25 |        |        |            |             |         |        |

### Weltcupwertungen

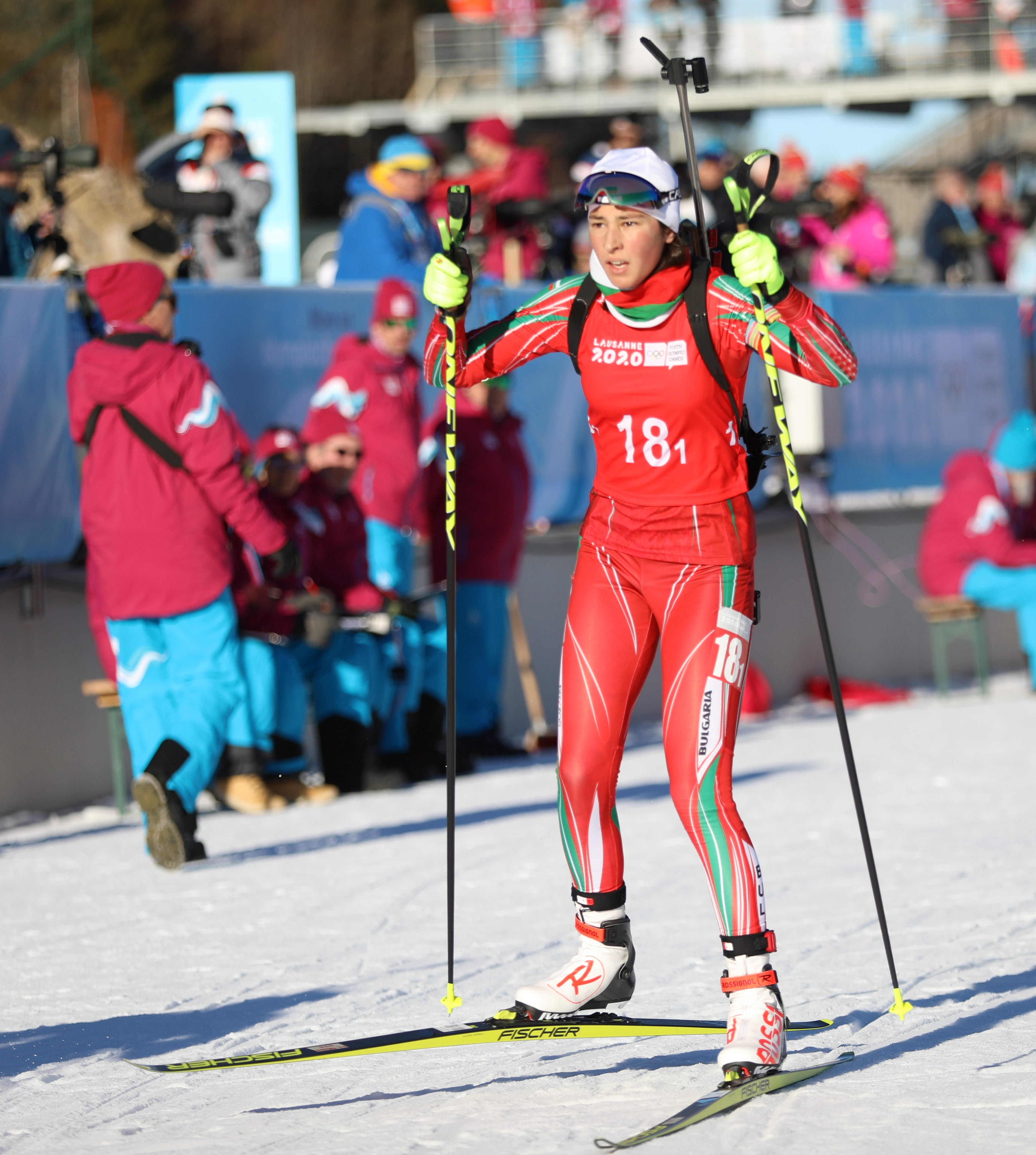
Dimitrowa bei den Olympischen Jugendspielen 2020

Ergebnisse bei Weltcups (Disziplinen- und Gesamtweltcup) gemäß Punktesystem.
| Saison  | Einzel | Einzel | Sprint | Sprint | Verfolgung | Verfolgung | Massenstart | Massenstart | Gesamt | Gesamt |
| Saison  | Platz  | Punkte | Platz  | Punkte | Platz      | Punkte     | Platz       | Punkte      | Platz  | Punkte |
| ------- | ------ | ------ | ------ | ------ | ---------- | ---------- | ----------- | ----------- | ------ | ------ |
| 2023/24 | –      | –      | 49.    | 29     | 51.        | 25         | –           | –           | 62.    | 54     |
| 2024/25 | –      | –      | –      | –      | 58.        | 14         | –           | –           | 80.    | 14     |

### Biathlon-Weltmeisterschaften
Ergebnisse bei den Weltmeisterschaften:
| Weltmeisterschaften | Weltmeisterschaften | Einzelwettbewerbe | Einzelwettbewerbe | Einzelwettbewerbe | Einzelwettbewerbe | Staffelwettbewerbe | Staffelwettbewerbe | Staffelwettbewerbe |
| Jahr                | Ort                 | Einzel            | Sprint            | Verfolgung        | Massenstart       | Damenstaffel       | Mixedstaffel       | S.-M.-Staffel      |
| ------------------- | ------------------- | ----------------- | ----------------- | ----------------- | ----------------- | ------------------ | ------------------ | ------------------ |
| 2021                | Pokljuka            | –                 | –                 | –                 | –                 | 18.                | –                  | –                  |
| 2023                | Oberhof             | –                 | 67.               | –                 | –                 | –                  | 17.                | –                  |
| 2024                | Nové Město          | 34.               | 76.               | –                 | –                 | 16.                | 22.                | 17.                |
| 2025                | Lenzerheide         | 43.               | 46.               | –                 | –                 | 21.                | –                  | 11.                |

### Jugend-/Juniorenweltmeisterschaften

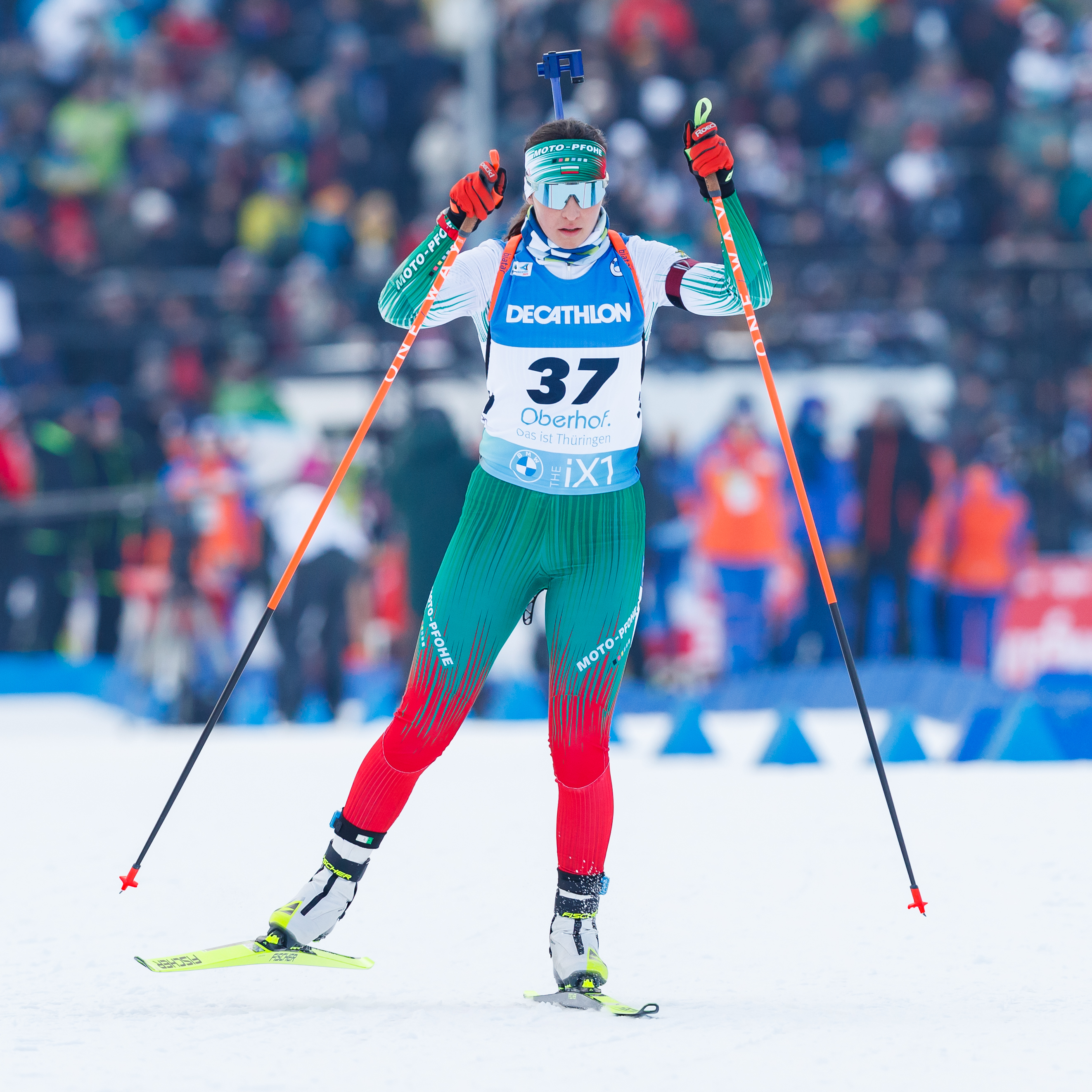
Dimitrowa während des WM-Sprintrennens 2023

Dimitrowa nahm bis 2022 an den Jugend-, ab 2023 an den Juniorenwettkämpfen teil.
| Weltmeisterschaften | Weltmeisterschaften | Einzelwettbewerbe | Einzelwettbewerbe | Einzelwettbewerbe | Einzelwettbewerbe | Staffelwettbewerbe | Staffelwettbewerbe |
| Jahr                | Ort                 | Einzel            | Sprint            | Verfolgung        | Massenstart 60    | Damenstaffel       | Mixedstaffel       |
| ------------------- | ------------------- | ----------------- | ----------------- | ----------------- | ----------------- | ------------------ | ------------------ |
| 2019                | Osrblie             | 81.               | 34.               | 52.               | nicht ausgetragen | 18.                | nicht ausgetragen  |
| 2020                | Lenzerheide         | 65.               | 42.               | 31.               | nicht ausgetragen | 13.                | nicht ausgetragen  |
| 2021                | Obertilliach        | 8.                | 11.               | 14.               | nicht ausgetragen | 7.                 | nicht ausgetragen  |
| 2022                | Soldier Hollow      | 18.               | 20.               | 12.               | nicht ausgetragen | 3.                 | nicht ausgetragen  |
| 2023                | Schtschutschinsk    | 59.               | 10.               | 13.               | nicht ausgetragen | 10.                | 12.                |
| 2024                | Otepää              | 25.               | 3.                | nicht ausgetragen | 9.                | –                  | 6.                 |
| 2025                | Östersund           | 11.               | 34.               | nicht ausgetragen | 10.               | –                  | 6.                 |